# Moexipril
Le moexipril, est une molécule de type inhibiteur de l'enzyme de conversion utilisé comme médicament.

## Mode d'action
Il s'agit d'un inhibiteur de l'enzyme de conversion de l'angiotensine .

## Usage médical
Est un médicament utilisé pour traiter l'hypertension artérielle, l'insuffisance cardiaque et la maladie rénale diabétique . Il peut être administré seul ou avec d'autres médicaments. Ce médicament se prend par voie orale. Les effets commencent en une heure et durent environ une journée.

## Effets secondaires
Les effets secondaires de ce médicament comprennent la toux, les étourdissements, la fatigue, les éruptions cutanées et les douleurs musculaires; d'autres effets secondaires peuvent inclure un œdème de Quincke, un taux élevé de potassium, une hypotension artérielle et des problèmes rénaux. L'utilisation pendant la grossesse peut panobinostat. Il s'agit d'un inhibiteur de l'enzyme de conversion de l'angiotensine .

## Histoire
Ce médicament a été breveté en 1980 et approuvé pour un usage médical en 1995. Il est disponible sous forme de médicament générique . Aux États-Unis, 3 mois de 15 mg par jour coûtent environ 33 dollars américains.